# Seo Kang-joon
Seo Kang-joon (nato Lee Seung-hwan, 이승환?, Lee Seung-hwanLR, Lee Sŭng-hwanMR; Gunpo, 12 ottobre 1993) è un cantante, attore e modello sudcoreano.

## Biografia
Seo Kang-joon è nato con il nome di Lee Seung-hwan a Gunpo, Corea del Sud. Durante il suo secondo anno di scuola secondaria, Seo andò a studiare all'estero in Malaysia per un anno e sette mesi e tornò in Corea nel primo anno di scuola superiore. Dopo il suo debutto, si iscrisse alla Facoltà di arti dello spettacolo del Dong Seoul College. Seo ha lavorato part-time come modello prima del suo debutto. Dopo aver superato il provino per la Actor's League, un programma con l'obiettivo di cercare nuovi attori organizzati da Fantagio, Seo si è allenato prima di debuttare nel gruppo 5urprise.

## Carriera

### 2012-2015: inizi
Seo ha preso parte in varie serie televisive, prima di fare il suo debutto come attore nel serial Susanghan Gajeongbu. Il suo primo ruolo principale è stato nella serie Angkeumhan Dolsingnyeo, per la quale ha vinto il premio come miglior nuovo attore al 7º Korea Drama Award. È poi apparso in serial televisivi come Gajokkkiri wae irae, Hwajeong e To Be Continued, anche nei film Naui Sarang Naui Sinbu e Summer Snow. Nel 2014, Seo è entrato a far parte del cast del programma di varietà Roommate.  È apparso anche in Jeonggeul-eui Beopchik come ospite.

### 2016-presente: popolarità
Il ruolo di protagonista di Seo è arrivato nel 2016 come pianista di talento nella serie cheese in the Trap.  Nello stesso anno, ha recitato nel suo primo ruolo da protagonista nel serial televisivo Entourage, il remake coreano dell'omonima serie televisiva americana.
Nel 2018, Seo ha recitato nel serial Neodo ingan-ini? dove ha ricoperto doppi ruoli come ricco erede e robot. Nello stesso anno, ha recitato in Je3ui Maeryeok. Nel 2019, Seo ha partecipato al drama Watcheo, dove ricopre il ruolo di poliziotto. È stato scelto per il serial Will Go To You When The Weather Is Nice, che sarà presentato in anteprima nel 2020.

## Discografia

### Singoli brani di colonne sonore
- 2018 – You Are My Love (per la colonna sonora di Neodo ingan-ini?)[25]

## Filmografia

### Cinema
- Na-ui sarang, na-ui sinbu , regia di Im Chan-sang (2014)[10]
- Beauty Inside, regia di Baek Jong-yul – cameo (2015)[26]
- Summer Snow, regia di Jeon Yun-su (2015)[11]

### Televisione
- Areumda-un geudae-ege – serie TV, episodi 6 e 7 (2012)
- After School: Lucky or Not – serie TV (2013)[27]
- Good Doctor – serie TV, episodio 12 (2013)
- Susanghan gajeongbu – serie TV (2013)[5]
- Haneuljae's Murder – serie TV (2013)[28]
- Angkeumhan dolsingnyeo – serie TV (2014)[6]
- Gajokkkiri wae irae – serie TV (2014)[8]
- The Best Future – serie TV (2014)[29]
- Hwajeong – serie TV (2015)
- To Be Continued – serie TV (2015)
- Cheese in the Trap – serie TV (2016)[15]
- Ttanttara – serie TV, episodi 7 e 8 (2016)[30]
- Entourage – serie TV (2016)[18]
- Idol Fever – serie TV, cameo (2017)[31]
- Neodo ingan-ini? – serie TV (2018)[21] (2018)
- Je3ui Maeryeok – serie TV (2018)[22]
- Watcheo – serie TV (2019)[23]
- Nalssiga joh-eumyeon chaj-agagess-eo-yo – serie TV (2020)[24]
- Grid – serie TV (2022)

### Varietà
- Roommate (2014-2015)[12]
- Jeonggeul-eui Beopchik (2016)[14]

## Riconoscimenti
| Anno | Evento                                       | Premio                                        | Ricevente              | Risultato       | Fonti  |
| ---- | -------------------------------------------- | --------------------------------------------- | ---------------------- | --------------- | ------ |
| 2014 | Korea Drama Award                            | Best New Actor                                | Angkeumhan Dolsingnyeo | Vincitore/trice | [ 7 ]  |
| 2014 | 16th Seoul International Youth Film Festival | Best New Actor                                | Angkeumhan Dolsingnyeo | Candidato/a     |        |
| 2014 | MBC Drama Award                              | Best New Actor                                | Angkeumhan Dolsingnyeo | Candidato/a     |        |
| 2014 | KBS Drama Award                              | Best New Actor                                | Gajokkkiri wae irae    | Candidato/a     |        |
| 2014 | SBS Entertainment Award                      | Best Male Newcomer                            | Roommate               | Candidato/a     |        |
| 2015 | Korea Drama Award                            | Excellence Award, Actor                       | Hwajeong               | Candidato/a     |        |
| 2015 | Korea Drama Award                            | Hot Star Award                                | Hwajeong               | Vincitore/trice | [ 32 ] |
| 2016 | tvN10 Awards                                 | Made in tvN, Actor in Drama                   | Cheese in the Trap     | Candidato/a     |        |
| 2016 | Asia Artist Award                            | Best Entertainer Award, Actor                 | Cheese in the Trap     | Vincitore/trice | [ 33 ] |
| 2017 | Asia Artist Award                            | Best Icon Award, Actor                        | N.D.                   | Vincitore/trice | [ 34 ] |
| 2018 | Korea Drama Award                            | Excellence Award, Actor                       | Neodo ingan-ini?       | Candidato/a     | [ 35 ] |
| 2018 | KBS Drama Award                              | Excellence Award, Actor in a Mid-length Drama | Neodo ingan-ini?       | Vincitore/trice | [ 36 ] |
| 2018 | KBS Drama Award                              | Best Couple (con Gong Seung-yeon)             | Neodo ingan-ini?       | Vincitore/trice | [ 36 ] |